# Nguyễn Thị Thanh (chính khách)
Nguyễn Thị Thanh (sinh ngày 10 tháng 2 năm 1967) là một nữ chính trị gia người Việt Nam. Bà hiện là Ủy viên Trung ương Đảng khóa XIII, Ủy viên Ban Thường vụ Đảng ủy Quốc hội, Phó Chủ tịch Quốc hội khóa XV, nhiệm kỳ 2021-2026.

## Thân thế, học vấn
Bà sinh ngày 10 tháng 2 năm 1967 tại xã Yên Nhân, huyện Yên Mô, tỉnh Ninh Bình.
Trình độ học vấn 12/12, tốt nghiệp trường THPT Yên Mô A
Bà có bằng Cử nhân Lý luận chính trị, Thạc sỹ Quản trị kinh doanh và Cử nhân Luật.

## Sự nghiệp

### Ninh Bình

#### Công tác đoàn thể
Ngày 5 tháng 9 năm 1988, bà được kết nạp vào Đảng Cộng sản Việt Nam.
Tháng 11 năm 1988, bà là cán bộ chuyên trách, Ủy viên Ban Thường vụ Thị đoàn Ninh Bình, Ủy viên Ban Chấp hành Hội Liên hiệp Phụ nữ thị xã Ninh Bình.
Ngày 15 tháng 5 năm 1992, bà được bổ nhiệm làm Phó Chánh Văn phòng Tỉnh đoàn Ninh Bình. Bà có nhiệm vụ tham mưu, giúp việc cho các hoạt động của Ban Thường vụ, Ban Chấp hành Tỉnh đoàn.
Từ tháng 10 năm 1992 đến tháng 11 năm 1993, bà được bổ sung vào Ban Thường vụ Tỉnh đoàn, được phân công làm Trưởng ban Phong trào thanh niên Tỉnh đoàn.
Tháng 12 năm 1993 đến tháng 7 năm 1996, bà được chuyển sang làm Chánh Văn phòng Tỉnh đoàn.
Tháng 8 năm 1996, bà được bầu làm Phó Bí thư Tỉnh đoàn, Chủ tịch Hội đồng Đội tỉnh. Bà giữ các chức vụ này đến tháng 2 năm 2000.
Tháng 3 năm 2000, ở tuổi 33 bà được bầu làm Ủy viên Ban Chấp hành Đảng bộ tỉnh, rồi lần lượt được bầu, chỉ định các chức vụ: Bí thư Tỉnh đoàn, Chủ tịch Hội Liên hiệp Thanh niên tỉnh, Đại biểu Hội đồng nhân dân tỉnh, Ủy viên Ban Chấp hành Trung ương Đoàn, Ủy viên Ủy ban Trung ương Hội Liên hiệp Thanh niên Việt Nam.
Ngoài ra, bà còn từng có thời gian làm Ủy viên Ban Chấp hành Hội Liên hiệp Phụ nữ tỉnh, Ủy viên Ban Chấp hành Hội Kế hoạch hóa gia đình tỉnh, Ủy viên Ban Chấp hành Hội Khuyến học tỉnh.

#### Công tác Đảng, chính quyền
Ngày 15 tháng 7 năm 2005, bà được điều động làm Phó Trưởng ban Dân vận Tỉnh ủy Ninh Bình. Cơ quan này có chức năng tham mưu cho Tỉnh ủy, Ban Thường vụ và Thường trực Tỉnh uỷ về công tác dân vận (bao gồm cả công tác dân tộc, tôn giáo).
Ngày 10 tháng 1 năm 2006, bà được bầu vào Ban Thường vụ Tỉnh ủy, được phân công làm Trưởng ban Dân vận Tỉnh ủy.
Ngày 16 tháng 7 năm 2007, bà kiêm nhiệm thêm Chủ tịch Liên đoàn Lao động tỉnh, Ủy viên Ban Chấp hành Tổng Liên đoàn Lao động Việt Nam đến tháng 8 năm 2009.
Tháng 1 năm 2011, bà thôi kiêm nhiệm Trưởng ban Pháp chế Hội đồng nhân dân tỉnh để chuyển sang kiêm nhiệm Trưởng ban Văn hóa - Xã hội Hội đồng nhân dân tỉnh đến ngày 21 tháng 7 năm 2011.
Theo kết quả từ Ban Kiểm phiếu tại phiên họp sáng ngày 18 tháng 1 năm 2011 của Đại hội đại biểu toàn quốc lần thứ XI của Đảng, bà trúng cử Ủy viên dự khuyết Ban Chấp hành Trung ương Đảng cùng với 24 người khác.
Ngày 9 tháng 1 năm 2013, bà được luân chuyển làm Bí thư Huyện ủy Yên Khánh.
Ngày 5 tháng 8 năm 2013, theo quyết định số 876 của Bộ Chính trị, bà được chỉ định làm Bí thư Tỉnh ủy Ninh Bình thay cho tướng tình báo Bùi Văn Nam được Bộ Chính trị điều động quay trở lại Bộ Công an làm Thứ trưởng. Ở thời điểm đó, bà là một trong bốn bí thư tỉnh ủy trẻ nhất nước, ba người còn lại là ông Trần Sỹ Thanh (bí thư tỉnh ủy bắc giang), ông Võ Văn Thưởng (bí thư tỉnh ủy quảng ngãi), ông Triệu Tài Vinh (bí thư tỉnh ủy hà giang).
Tại Đại hội đại biểu toàn quốc lần thứ XII của Đảng Cộng sản Việt Nam, bà trúng cử Ủy viên Ban Chấp hành Trung ương Đảng.

### Quốc hội
Nhằm chuẩn bị nhân sự cho khóa mới, tại Nghị quyết số 926/NQ-UBTVQH14, Ủy ban Thường vụ Quốc hội quyết nghị tiếp nhận bà về nhận công tác tại Ban Công tác đại biểu và bổ nhiệm giữ chức vụ Phó Trưởng ban thường trực Ban Công tác đại biểu thuộc Uỷ ban Thường vụ Quốc hội, kể từ ngày 15/4.
Cuối tháng 4 năm 2020, tại Quyết định 1960-QĐNS/TW ngày 28/3/2020, Bộ Chính trị quyết định cho bà thôi tham gia Ban Chấp hành, Ban Thường vụ và thôi giữ chức Bí thư Tỉnh ủy nhiệm kỳ 2015 - 2020; điều động, phân công giữ chức Phó Trưởng ban Ban Tổ chức Trung ương, hỗ trợ cho Trưởng ban Phạm Minh Chính.
Tại Đại hội đại biểu toàn quốc lần thứ XIII của Đảng Cộng sản Việt Nam, bà trúng cử Ủy viên Ban Chấp hành Trung ương Đảng.
Ngày 6 tháng 4 năm 2021, tại kỳ họp thứ 11 Quốc hội khóa XIV, Quốc hội đã thông qua Nghị quyết bầu một số Ủy viên Ủy ban Thường vụ Quốc hội khóa XIV với 441/442 đại biểu có mặt tán thành (chiếm 91,88% tổng số đại biểu Quốc hội). Theo Nghị quyết này, Quốc hội bầu bà Nguyễn Thị Thanh giữ chức vụ Ủy viên Ủy ban Thường vụ Quốc hội.
Ngày 7 tháng 4 năm 2021, tại Nghị quyết số 1251/NQ-UBTVQH14, Ủy ban Thường vụ Quốc hội quyết nghị bổ nhiệm bà giữ chức vụ Trưởng ban Ban Công tác đại biểu thuộc Uỷ ban Thường vụ Quốc hội thay cho ông Trần Văn Túy.
Chiều ngày 6 tháng 6 năm 2024, với 467 đại biểu tham gia biểu quyết tán thành, Quốc hội đã biểu quyết thông qua Nghị quyết phê chuẩn bà Nguyễn Thị Thanh - Ủy viên Trung ương Đảng, Ủy viên Ủy ban Thường vụ Quốc hội, Trưởng Ban Công tác đại biểu giữ chức Phó Chủ tịch Quốc hội nước Cộng hoà xã hội chủ nghĩa Việt Nam nhiệm kỳ 2021-2026.

## Đại biểu Quốc hội
Năm 2011, bà trúng cử Đại biểu Quốc hội Việt Nam khóa XIII tại đơn vị bầu cử số 1 của tỉnh Ninh Bình gồm huyện Nho Quan, huyện Gia Viễn, thành phố Ninh Bình đạt tỷ lệ 81,36% số phiếu hợp lệ. Cùng đơn vị bầu cử này còn có ông Trần Đại Quang (ủy viên bộ chính trị, bộ trưởng bộ công an) cũng trúng cử với tỷ lệ 92,08% số phiếu hợp lệ.
Ngày 22 tháng 7 năm 2011, bà được bầu làm Trưởng đoàn Đoàn Đại biểu Quốc hội khóa XIII tỉnh Ninh Bình.
Năm 2016, bà trúng cử Đại biểu Quốc hội Việt Nam khóa XIV tại đơn vị bầu cử số 2 của tỉnh Ninh Bình gồm thành phố Tam Điệp, huyện Kim Sơn, huyện Yên Khánh, huyện Yên Mô được 338.054 phiếu, đạt tỷ lệ 94,70% số phiếu hợp lệ.
Sau đó bà được Ủy ban Thường vụ Quốc hội phê chuẩn giữ chức Trưởng đoàn Đoàn Đại biểu Quốc hội khóa XIV tỉnh Ninh Bình.
Năm 2021, bà trúng cử Đại biểu Quốc hội Việt Nam khóa XV tại đơn vị bầu cử số 2 của tỉnh Ninh Bình gồm thành phố Tam Điệp, huyện Kim Sơn, huyện Yên Khánh, huyện Yên Mô được 358.870 phiếu, đạt tỷ lệ 97,39% số phiếu hợp lệ.

## Khen thưởng
- Huân chương Lao động hạng Nhất
- Huân chương Lao động hạng Nhì
- Huân chương Lao động hạng Ba
- Huân chương Đại đoàn kết dân tộc
- Huy hiệu 30 năm tuổi Đảng (năm 2018)
- Huy chương Vì sự nghiệp Dân vận
- Huy chương Vì thế hệ trẻ